# Maurerische Trauermusik
La Maurerische Trauermusik (ou Musique funèbre maçonnique) en do mineur, K. 477/479a, pour orchestre, est une œuvre composée par Wolfgang Amadeus Mozart en 1785 en qualité de membre de la franc-maçonnerie.

## Histoire
La pièce a été écrite pour un service maçonnique célébré le 17 novembre 1785 en mémoire de deux frères maçons de Mozart, le duc Georges-Auguste de Mecklembourg et le comte Franz Esterházy von Galántha, membres de l'aristocratie viennoise, tous deux décédés au début de novembre 1785. La version instrumentale de la Maurerische Trauermusik a été créée plus tard, lors d'un concert le 9 décembre 1785.[réf. nécessaire]
Elle fait partie d'un ensemble d'œuvres variées de caractère maçonnique que Mozart a composé tout au long de sa vie depuis son initiation à cet ordre. C'est incontestablement une œuvre d'une grande beauté et maîtrise.[réf. nécessaire]
La Maurerische Trauermusik illustre les aspects « quasi religieux » du mouvement maçonnique exprimés par la solennité majestueuse de la musique. Elle est inhabituelle par d'autres aspects, dont son emploi du Tonus peregrinus, une formule mélodique du chant grégorien, et l'introduction de trois cors de basset.[réf. nécessaire]
Le 20 novembre 2021, un nouvel arrangement composé par Giulio Castronovo pour la même instrumentation que le Requiem K. 626 de Mozart (2 cors de basset en fa, 2 bassons, 2 trompettes en ré, 3 trombones, timbales et cordes) a été donné en première mondiale à la Schlosskirche Bayreuth par l'orchestre baroque La Banda dirigé par Sebastian Ruf, en introduction à une représentation du Requiem.

### Orchestration
| Instrumentation de la Maurerische Trauermusik                               |
| Cordes                                                                      |
| premiers violons, seconds violons, altos violoncelles, contrebasses         |
| Bois                                                                        |
| 2 hautbois 1 clarinette en si bémol, 3 cors de basset en fa, 1 contrebasson |
| Cuivres                                                                     |
| 2 cors, 1 en si bémol, 1 en do                                              |

## Structure
- Adagio, en do mineur, à , 69 mesures

- Durée de l'exécution : environ 7 minutes

## Source
- (es) Cet article est partiellement ou en totalité issu de l’article de Wikipédia en espagnol intitulé « Maurerische Trauermusik » (voir la liste des auteurs).